# Phân bộ Sóc bay đuôi vảy
Anomaluromorpha là thuật ngữ được đặt cho một nhánh, trong đó hợp nhất các dạng sóc bay đuôi vảy với thỏ nhảy còn sinh tồn. Nó từng được coi như là một phân bộ hay cận bộ. Gần đây, Carleton và Musser (2005) đã công nhận nó như là một trong số năm phân bộ của bộ Gặm nhấm.

## Đặc trưng
Phân bộ Anomaluromorpha được tạo ra để hợp nhất các dạng động vật gặm nhấm với quai hàm kiểu sóc nhưng với hệ cơ nhai xương gò má kiểu nhím lông chỉ sinh sống hạn chế trong khu vực châu Phi hạ Sahara. Nhiều tác giả đã gợi ý rằng hai họ còn sinh tồn có thể chỉ có mối quan hệ họ hàng xa và chúng có thể thuộc về các phân bộ hay cận bộ tách biệt. Ví dụ, họ Pedetidae là họ duy nhất trong động vật gặm nhấm với men răng nhiều lớp chỉ thấy có ở động vật gặm nhấm với kiểu hàm nhím lông (Hystricognathi). Đặc điểm này, một vùng của cung gò má kiểu nhím lông, và sự phân bố phổ biến của chúng tại các châu lục phương nam đã dẫn tới việc đề xuất của nhiều nhà nghiên cứu về việc thỏ nhảy (nhưng không phải sóc bay đuôi vảy) có thể là đồng minh của động vật có hàm kiểu nhím lông. Montgelard và ctv. (2002) đã phát sinh một số hỗ trợ cho Anomaluromorpha trong phát sinh loài phân tử bằng việc sử dụng 12S rRNA và cytochrome b.

## Các họ
Phân bộ Anomaluromorpha hiện tại chứa 9 loài còn sinh tồn trong 4 chi của 2 họ. Một họ hóa thạch bổ sung có lẽ cũng thuộc về nhóm này.
- Parapedetidae †
- Pedetidae - thỏ nhảy
- Anomaluridae - sóc bay đuôi vảy, chuột bay

## Họ hàng tiềm năng
Các đơn vị phân loại hóa thạch sau đôi khi cũng được đặt trong Anomaluromorpha:
- Diatomys †
- Zegdoumyidae †